# Unione Sportiva Olbia 1972-1973
Questa voce raccoglie le informazioni riguardanti l'Unione Sportiva Olbia nelle competizioni ufficiali della stagione 1972-1973.

## Rosa
| N. |                   | Ruolo | Calciatore        |
| -- | ----------------- | ----- | ----------------- |
|    | Italia (bandiera) | A     | Ermanno Beccati   |
|    | Italia (bandiera) | A     | Paolo Benesperi   |
|    | Italia (bandiera) | P     | Giuliano Bettella |
|    | Italia (bandiera) | C     | Mario Casini      |
|    | Italia (bandiera) | A     | Gianni Ciccarilli |
|    | Italia (bandiera) | D     | Gilberto Ciscato  |
|    | Italia (bandiera) | D     | Armando Farina    |
|    | Italia (bandiera) | C     | Roberto Frenati   |
|    | Italia (bandiera) |       | Antonio Giua      |
|    | Italia (bandiera) | A     | Salvatore Guspini |
|    | Italia (bandiera) | C     | Luigi Marcolongo  |

| N. |                   | Ruolo | Calciatore          |
| -- | ----------------- | ----- | ------------------- |
|    | Italia (bandiera) | A     | Franco Marongiu     |
|    | Italia (bandiera) | D     | Walter Noccioli     |
|    | Italia (bandiera) | P     | Bruno Orazi         |
|    | Italia (bandiera) | D     | Tommaso Petta       |
|    | Italia (bandiera) | D     | Martino Piras       |
|    | Italia (bandiera) | D     | Giovanni Secchi     |
|    | Italia (bandiera) | C     | Bruno Selleri       |
|    | Italia (bandiera) | C     | Nicolino Spano      |
|    | Italia (bandiera) | C     | Francesco Specchia  |
|    | Italia (bandiera) | A     | Salvatore Varrucciu |